# Acanthophyllum subglabrum
Acanthophyllum subglabrum är en nejlikväxtart som beskrevs av Boris Konstantinovich Schischkin. Acanthophyllum subglabrum ingår i släktet Acanthophyllum och familjen nejlikväxter. Inga underarter finns listade i Catalogue of Life.